# Otto Lenz

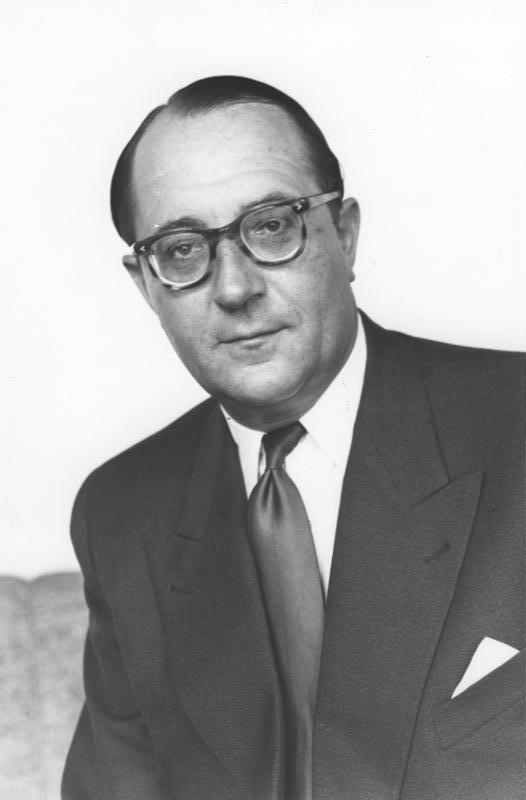
Otto Lenz (1951)

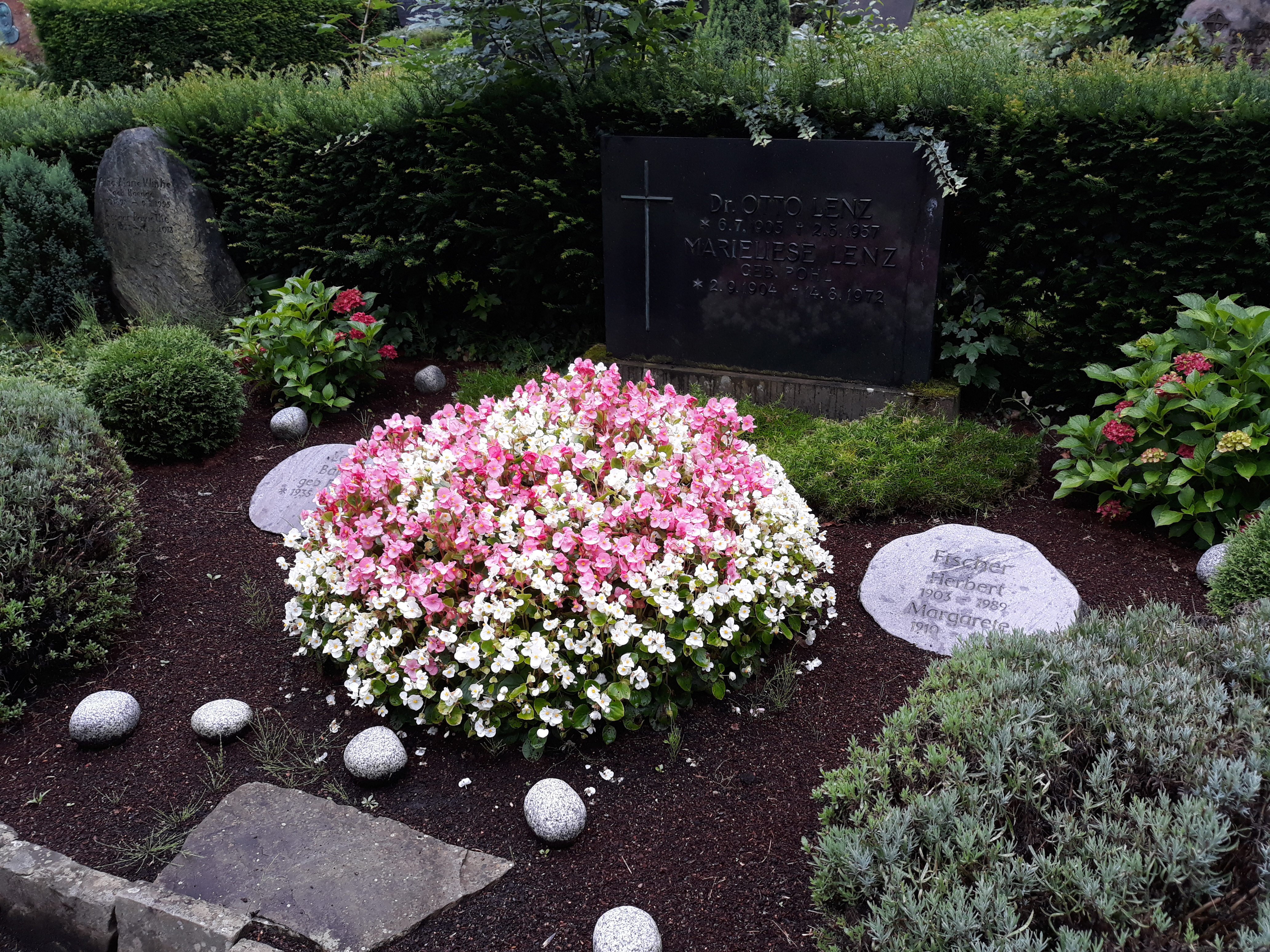
Das Grab von Otto Lenz und seiner Ehefrau Marieliese geborene Pohl im Familiengrab auf dem Burgfriedhof Bad Godesberg

Otto Lenz (* 6. Juli 1903 in Wetzlar; † 2. Mai 1957 in Neapel) war ein deutscher Jurist und Politiker (CDU). Er war von 1951 bis 1953 Chef des Bundeskanzleramtes und von 1953 bis zu seinem Tod Mitglied des Deutschen Bundestages.

## Leben und Beruf
Otto Lenz studierte Jura an der Albert-Ludwigs-Universität Freiburg und Philipps-Universität Marburg. In Freiburg wurde er Mitglied der katholischen Studentenverbindungen K.D.St.V. Arminia Freiburg im Breisgau und V.K.D.St. Rhenania Marburg, beide im CV. Er bekleidete dort im Wintersemester 1921/22 sowie im Sommersemester 1922 die Charge des Seniors. 1925 wurde er an der Universität Marburg mit der Dissertation Die Haftung bei Gattungsschulden in § 279 BGB promoviert. 1928 trat er der Zentrumspartei bei.

### Karriere im Justizdienst
Seine erste Anstellung fand Otto Lenz 1928 in Berlin als Assessor in der Abteilung für Zivilrecht des preußischen Ministeriums der Justiz. In den Jahren von 1929 bis 1933 war er Leiter der Pressestelle des Ministeriums. Vom Juli 1932 bis zum März 1933 war er zugleich persönlicher Referent von Heinrich Hölscher, der als Reichskommissar das Justizministerium leitete, bis dieser von den Nationalsozialisten abgesetzt wurde. Otto Lenz wurde daraufhin in die Handelsrechtsabteilung versetzt. Trotz des Protestes des NS-Rechtswahrerbundes wurde er 1934 zum Landgerichtsdirektor befördert.
Als er 1938 die Versetzung an ein Gericht ablehnte, weil er dem NS-Staat nicht als Richter dienen wollte, wurde er aus dem Amt entlassen. Daraufhin ließ er sich als Rechtsanwalt in Berlin nieder und vertrat u. a. jüdische Mandanten, deren Eigentum beschlagnahmt oder enteignet worden war. Die von Lenz gegründete Kanzlei existiert bis heute. Während des Zweiten Weltkriegs war er Rechtsberater beim Reichskommissar am Oberprisenhof.

### Unterstützung des Widerstandes gegen die NS-Diktatur
Durch die Donnerstagsgesellschaft, einen Kreis ehemaliger Zentrumspolitiker, katholischer Beamter und Journalisten, kam Lenz in Kontakt zu Widerstandskreisen, u. a. – über Josef Wirmer – zu Carl Goerdeler. Lenz war kurzzeitig für den Fall eines gelungenen Staatsstreiches als Staatssekretär in der Reichskanzlei vorgesehen, was jedoch aufgegeben wurde, da er sich mit Goerdeler nicht verstand. Nach dem gescheiterten Attentat vom 20. Juli 1944 versteckte Lenz Ernst von Harnack in seiner Berliner Wohnung und verteidigte erfolgreich Josef Müller (bekannt als „Ochsensepp“) vor dem Reichskriegsgericht gegen die Anklage des Hochverrats. Lenz wurde im Oktober 1944 verhaftet, im Januar 1945 vor dem „Volksgerichtshof“ angeklagt und zu vier Jahren Zuchthaus verurteilt. Am 28. April 1945 wurde er von der Roten Armee befreit. Harnack war am 5. März 1945 hingerichtet worden.

### Öffentliche Ämter nach 1945
Otto Lenz war 1945 Mitbegründer der CDU in Berlin. Er war Mitunterzeichner des programmatischen  Aufrufs der Christlich-Demokratischen Union Deutschlands an die deutsche Öffentlichkeit vom 26. Juni 1945 zusammen mit Andreas Hermes, Reinhard Moeller, Heinrich Vockel, Hildegard Staehle, Jakob Kaiser, Ferdinand Sauerbruch, Ernst Lemmer, Hans Lukaschek, Theodor Steltzer, Joseph Ersing, Emil Dovifat, Otto Nuschke, Heinrich Krone, Margarete Ehlert, , Artur Herzog, Martin Schwab, Paulus van Husen, Peter Hensen, Theodor Bohner, Eberhard Plewe, Ernst Hülse, Ferdinand Friedensburg, Walther Schreiber, Otto Heinrich von der Gablentz, Elfriede Nebgen, Eduard Bernroth, Rudolf Peschel, Wilhelm Happ, Emil Graf Yorck von Wartenburg, Johann Eudenbach, Friedrich Smend, Heinrich F. Albert, Hans von Arnim. Der erste Pressereferent der neugegründeten Partei, die bei der Berliner Stadtverwaltung registriert wurde, war Lenz’ Freund Georg Dertinger, der mit weiteren Gründungsmitgliedern der CDU bekannt war wie Ernst Lemmer und Otto Nuschke.
Ende der 1940er Jahre zog Lenz von Berlin nach Bad Godesberg.
Von 1951 bis 1953 war Lenz als Staatssekretär Chef des Bundeskanzleramtes. In dieser Position bemühte er sich um den Aufbau einer effektiven Öffentlichkeitsarbeit für die Bundesregierung. So war er ab 1951 maßgeblich am Aufbau der Arbeitsgemeinschaft Demokratischer Kreise beteiligt. Auf seine Initiative hin gründete die Bundesregierung in Zusammenarbeit mit dem Bundesverband der Deutschen Industrie die Firma Mobilwerbung. Beide Organisationen betrieben gemeinsam sowohl Propaganda für die Bundesregierung (u. a. für die Wiederbewaffnung und den NATO-Beitritt) als auch Wahlkampf für die CDU vor der Bundestagswahl 1953. Lenz war 1956 maßgeblich an der Gründung der Deutschen Atlantischen Gesellschaft beteiligt, die ebenfalls die Verteidigungspolitik der Bundesregierung propagandistisch unterstützte. Bis zu seinem Tod war er deren erster Präsident.
Im Jahr 1953 scheiterten seine Pläne, ein dem früheren Propagandaministerium nachempfundenes „Informationsministerium“ (das auch die Zuständigkeit für den von Reinhard Gehlen geführten Geheimdienst gehabt hätte) zu schaffen und zu leiten, an heftigen Protesten der Presse und am Einspruch der Alliierten Hohen Kommissare.
Auch nach der Beendigung seiner Tätigkeit als Staatssekretär war er weiterhin auf dem Gebiet der Öffentlichkeitsarbeit tätig. Unter anderem gründete er 1956 gemeinsam mit Erich Peter Neumann die Zeitschrift Die Politische Meinung.
Das Nachrichtenmagazin Der Spiegel meldete im August 1955, Bundeskanzler Konrad Adenauer wolle Lenz als Nachfolger von Theodor Blank zum Bundesverteidigungsminister machen. Hierzu kam es aber nicht, stattdessen erhielt Franz Josef Strauß dieses Amt.

### Abgeordneter
Von 1953 bis zu seinem Tode gehörte Lenz dem Deutschen Bundestag an. Er vertrat den Wahlkreis Ahrweiler im Parlament und gehörte dem Verteidigungsausschuss des Bundestages an. 1955 wurde er Mitglied der Beratenden Versammlung des Europarates. Daneben war er als Rechtsanwalt tätig.

### Tod
Otto Lenz starb am 2. Mai 1957 in einem Vorstadt-Krankenhaus von Neapel, laut Totenschein an Malaria Perniciosa – Uremia. Die Tatsache, dass er trotz seiner schweren Erkrankung kein besseres Krankenhaus aufgesucht hatte und dass er zuvor anonym in einer Pension auf Ischia gewohnt hatte, löste Spekulationen in der Presse aus, die eine mögliche Vergiftung andeuteten. Erst lange nach seinem Tod wurde die Verwicklung von Otto Lenz in den HS-30-Skandal bekannt. Als Rechtsanwalt hatte er die deutsche Tochterfirma der Firma Hispano Suiza (Suisse) vertreten, die 85 Tage vor Lenz’ Tod den Zuschlag für die Lieferung von Schützenpanzern des Typs HS 30 erhalten hatte. Als Mitglied des Verteidigungsausschusses war Lenz an dieser Entscheidung beteiligt. Vor dem Untersuchungsausschuss zur Aufklärung des HS-30-Skandals sagte ein Zeuge aus, Lenz habe hierfür einen großen Geldbetrag angenommen. Bewiesen wurden diese Vorwürfe jedoch nie.
Obwohl Lenz zeitweise zu den wichtigsten Mitarbeitern von Konrad Adenauer gehörte, wird er in dessen vierbändigen Erinnerungen nicht erwähnt.

## Familie
Lenz’ Sohn Carl Otto (* 1930) war 1965 bis 1984 Mitglied des Deutschen Bundestages und 1984 bis 1997 Generalanwalt am Europäischen Gerichtshof.

## Schriften
- Die Haftung bei Gattungsschulden in § 279 BGB. Dissertation, Marburg 1925.
- Handelsrechtliche Gesetze. HGB, AktG, GmbHG, GenG, HRV, WechsG, ScheckG, BinnenschG, GüterfernverkehrsG mit den wichtigsten Ergänzungsgesetzen und -verordnungen sowie den wichtigsten Bestimmungen aus den sonstigen Güterverkehrsgesetzen einschließlich der Einführungsvorschriften für die neuen Reichsgebiete. Kohlhammer, Stuttgart 1939.
- Klaus Gotto (Bearb.): Im Zentrum der Macht. Das Tagebuch von Staatssekretär Lenz, 1951–1953. Droste, Düsseldorf 1989, ISBN 3-7700-0763-8.

## Dokumentarfilm
- Jean-Michel Meurice: Schwarze Kassen . Dokumentarfilm, ARTE France, Maha und Anthracite. Frankreich 2008, 70’